# Cryptanthus lacerdae
Cryptanthus lacerdae är en gräsväxtart som beskrevs av Franz Antoine. Cryptanthus lacerdae ingår i släktet Cryptanthus, och familjen Bromeliaceae. Inga underarter finns listade i Catalogue of Life.

## Bildgalleri

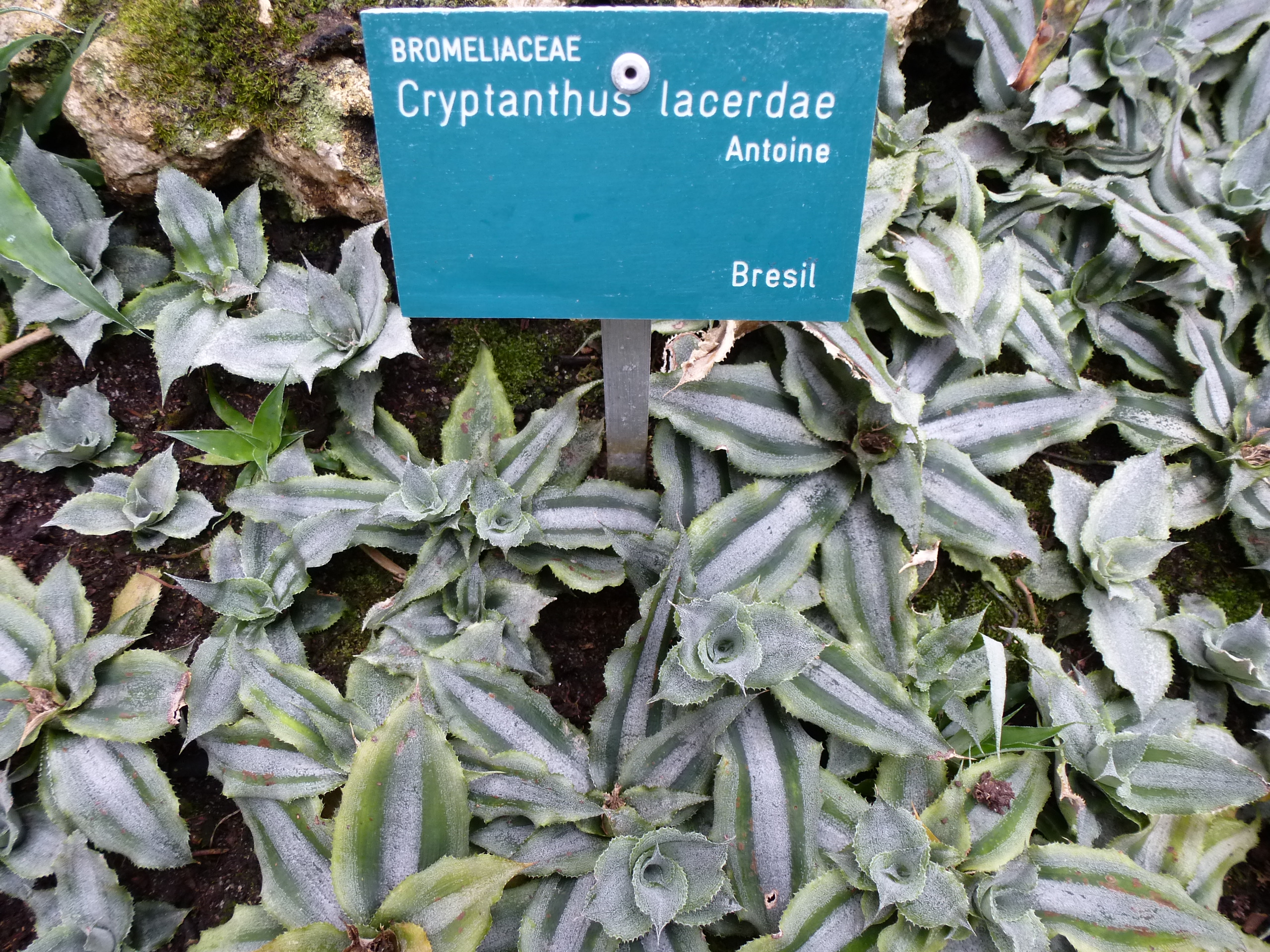